# Алва Колгун
Алва Колгун (англ. Alva Colquhoun, 30 березня 1942) — австралійська плавчиня.
Призерка Олімпійських Ігор 1960 року. Переможниця Ігор Співдружності 1958 року.